# De Duffelt

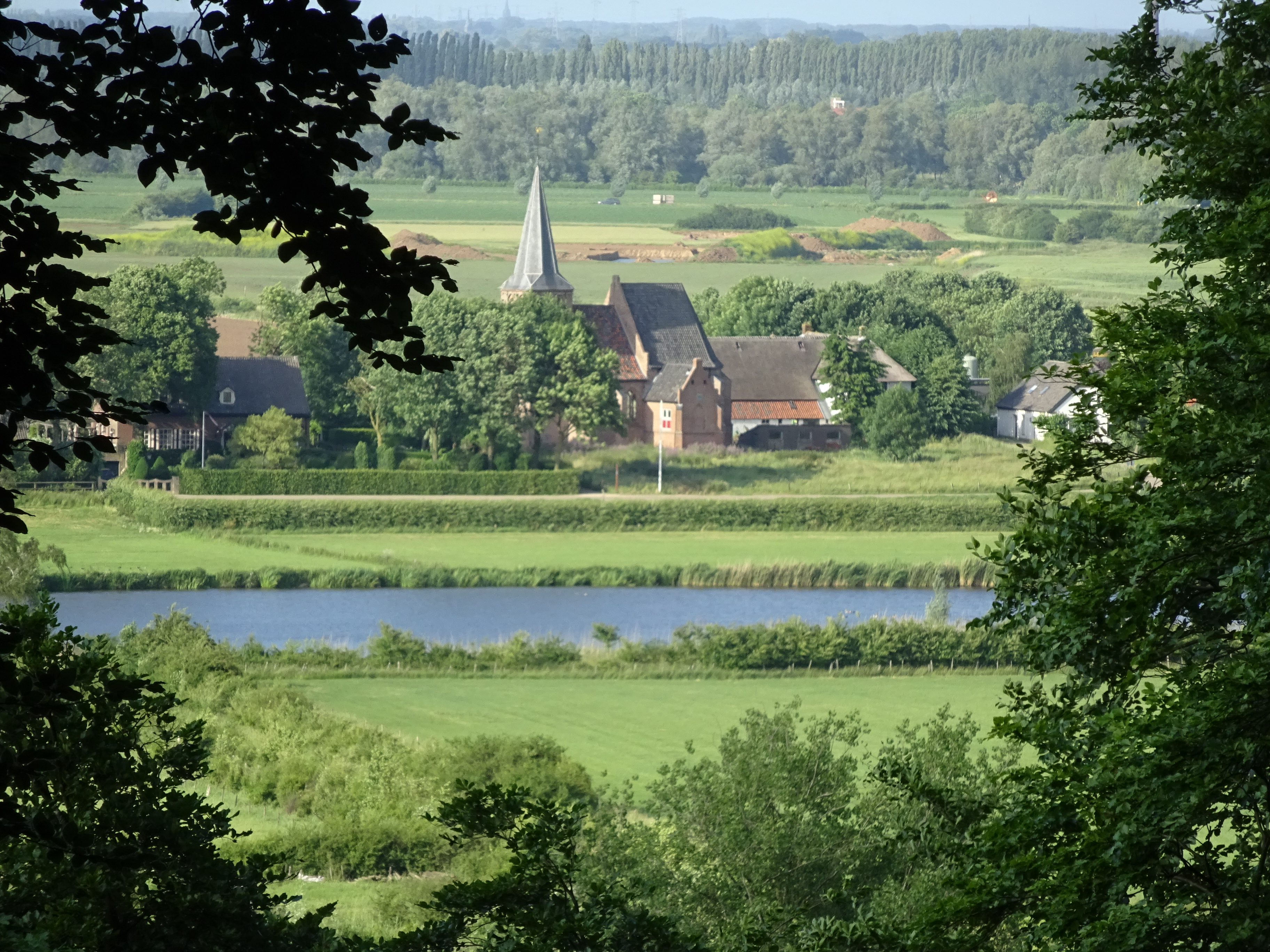
Blik op Persingen

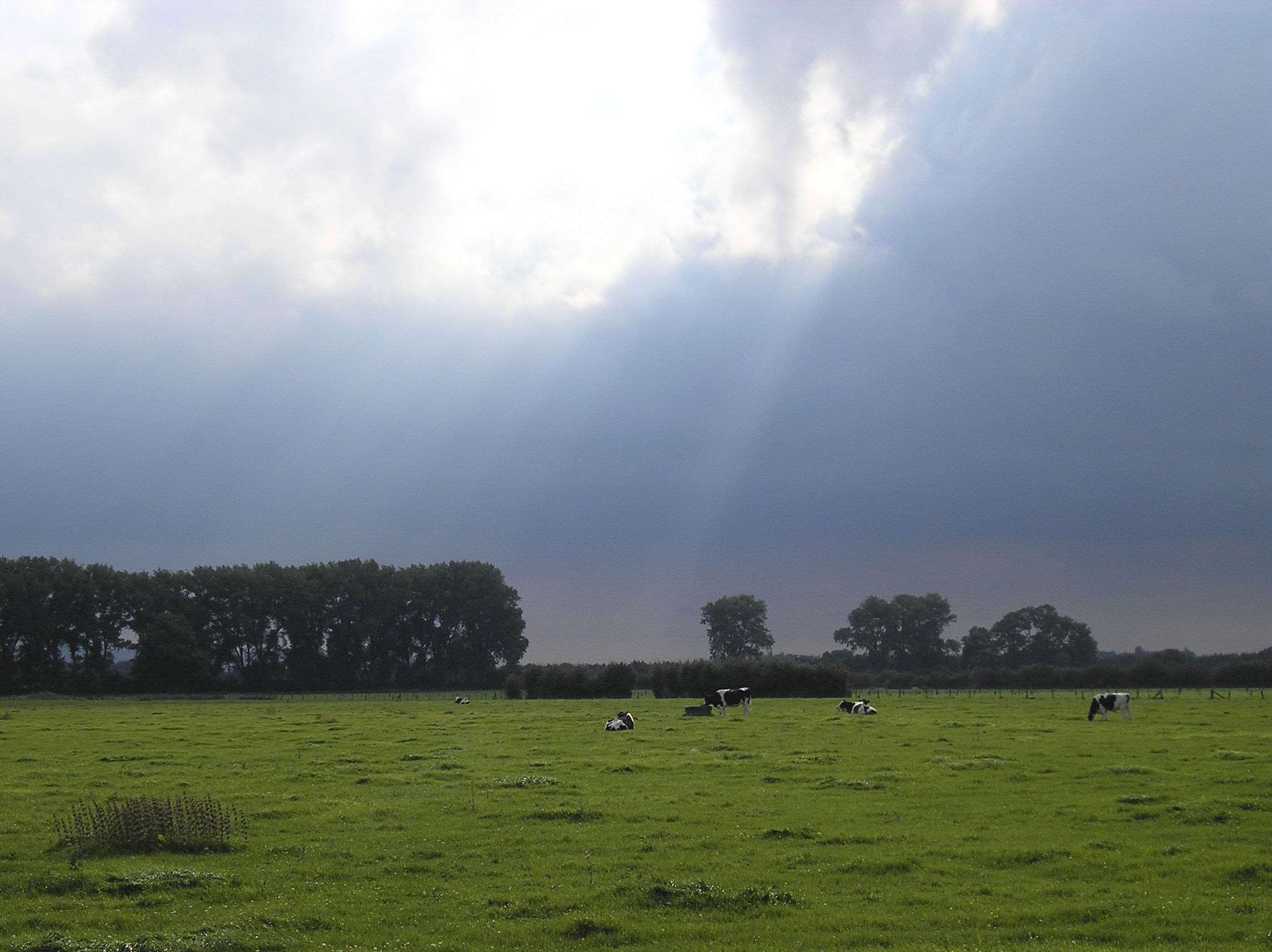
De Duffelt bij Mehr

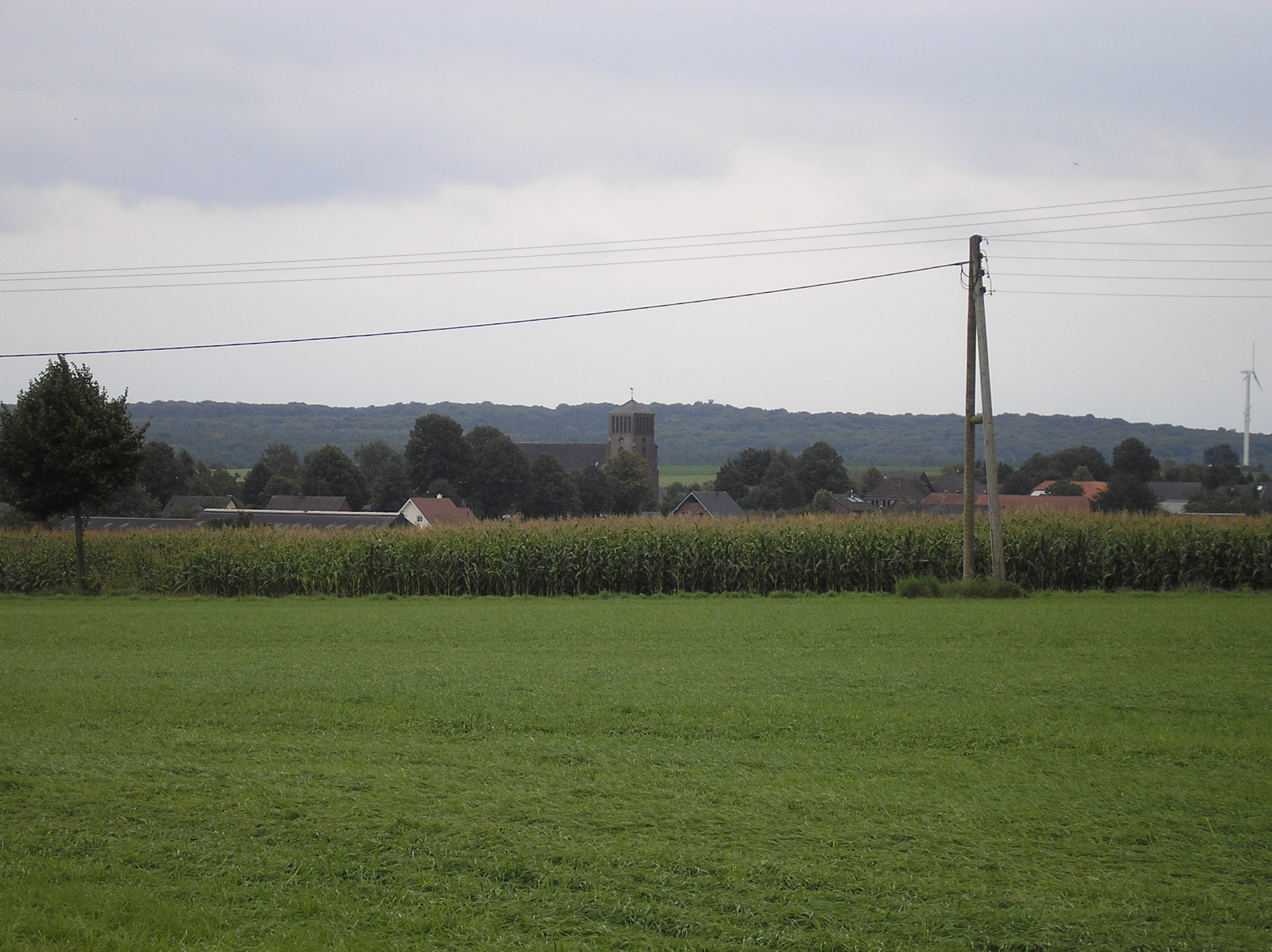
De Duffelt bij Frasselt

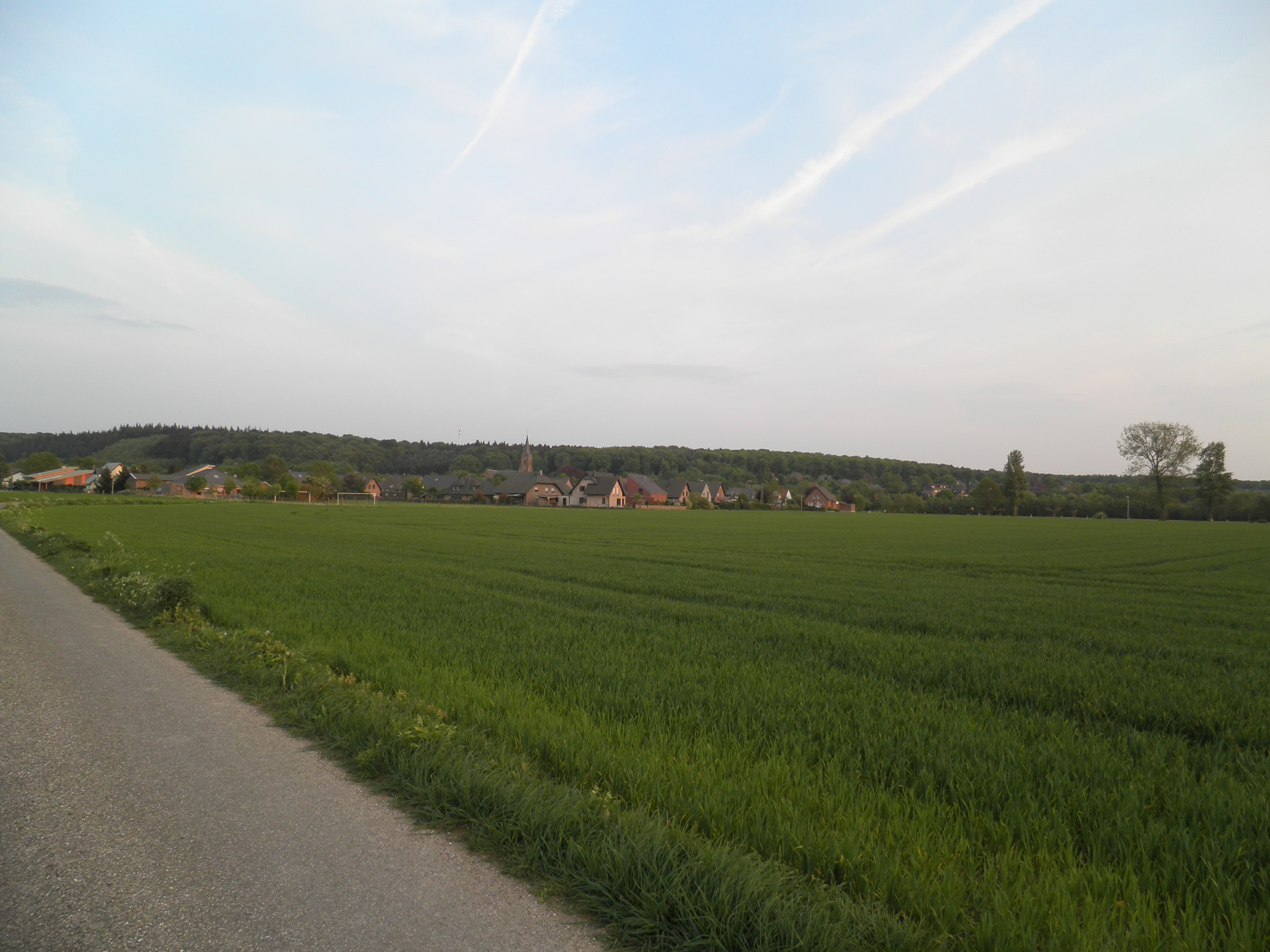
De Duffelt bij Donsbrüggen

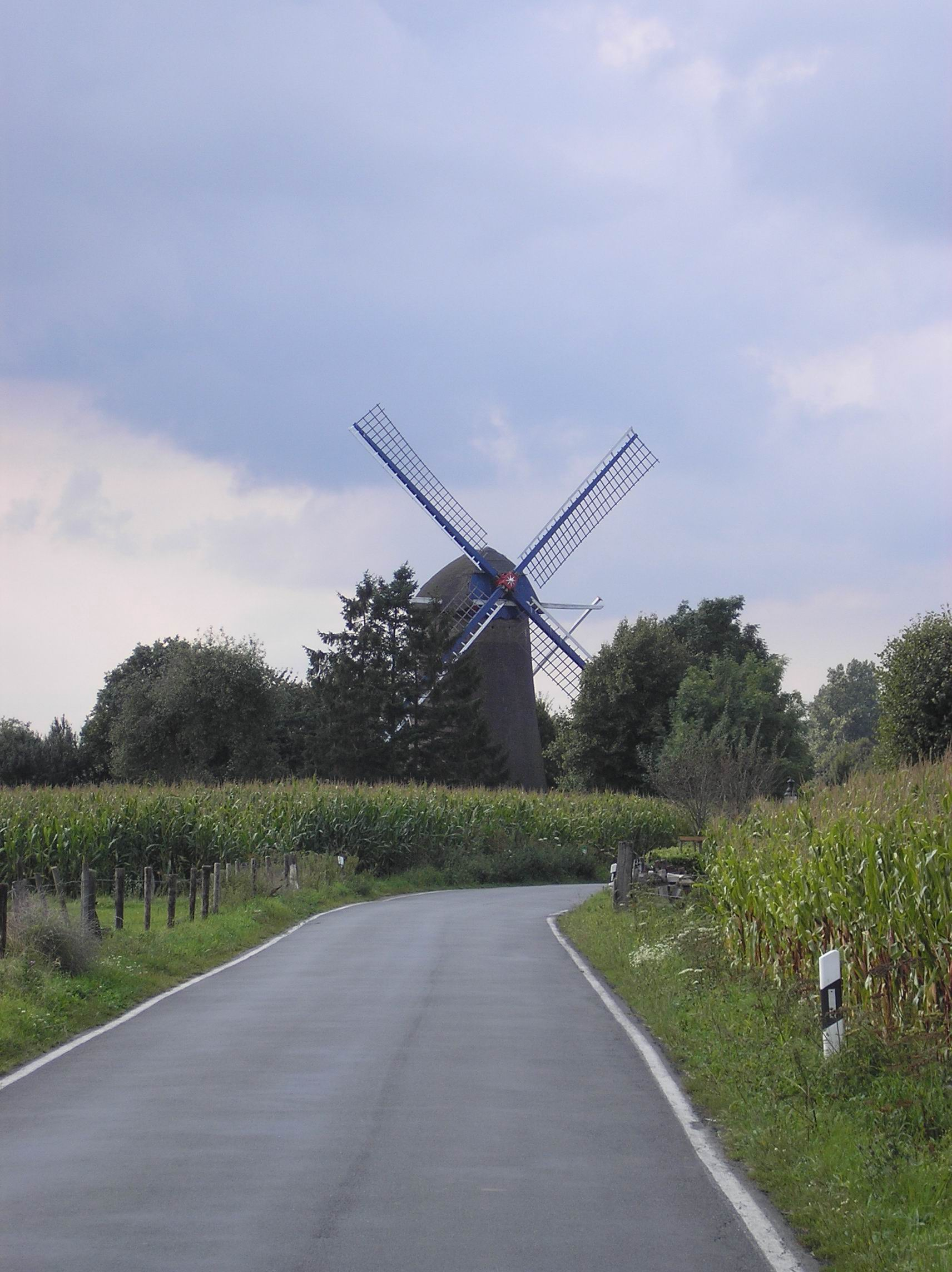
Windmolen van Mehr (Kranenburg)

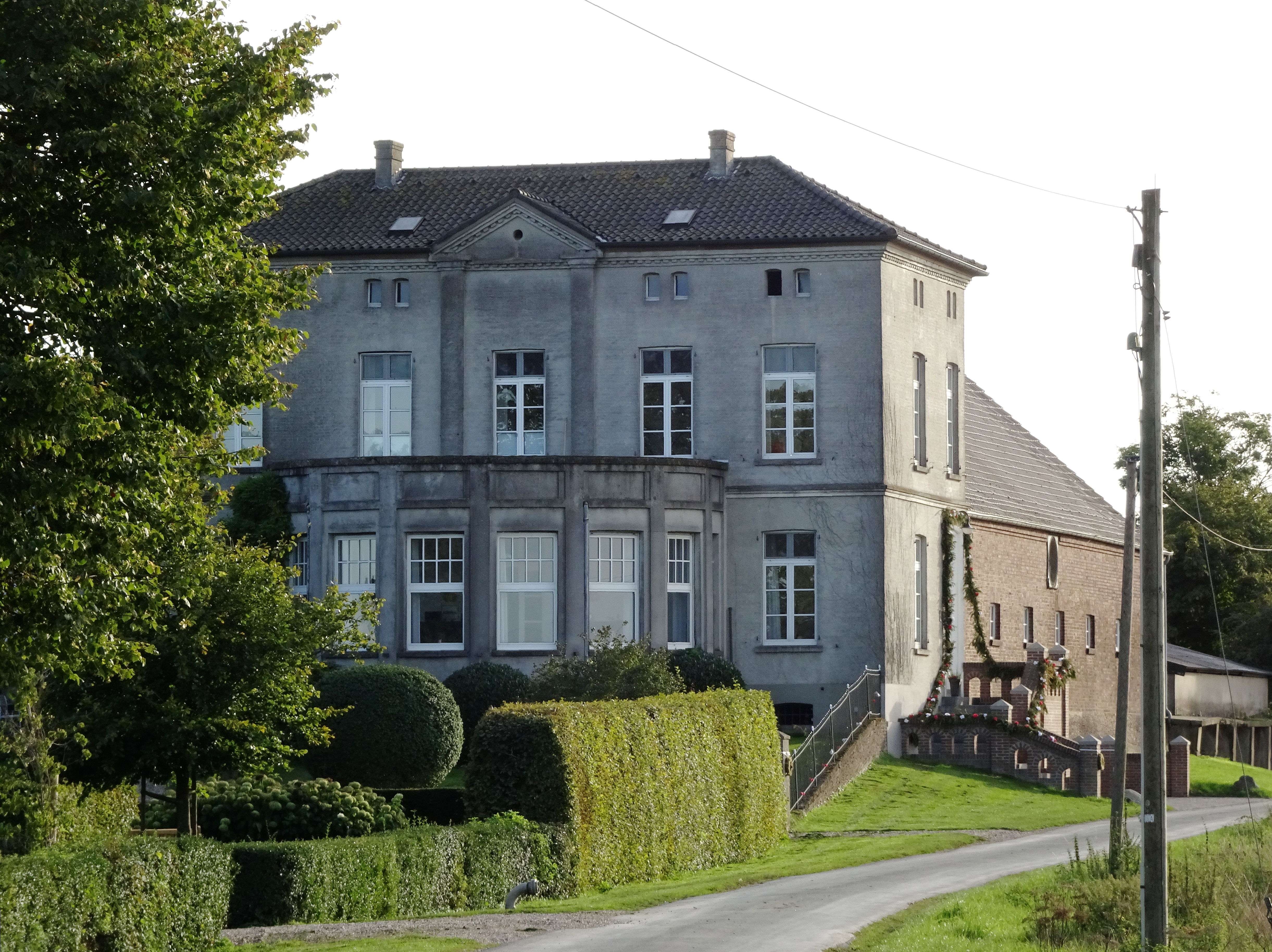
Boerderij in Keeken

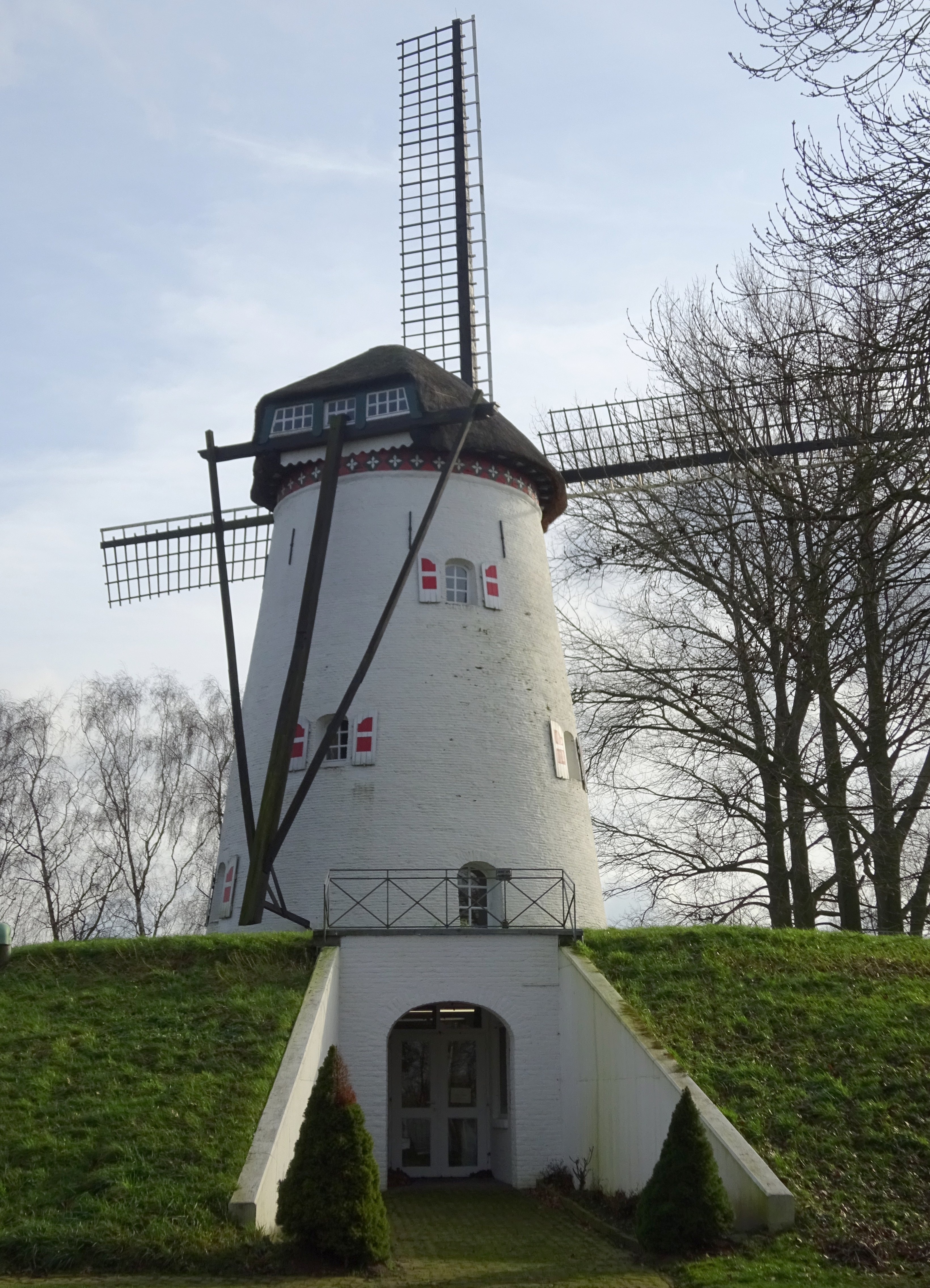
Windmolen in Keeken

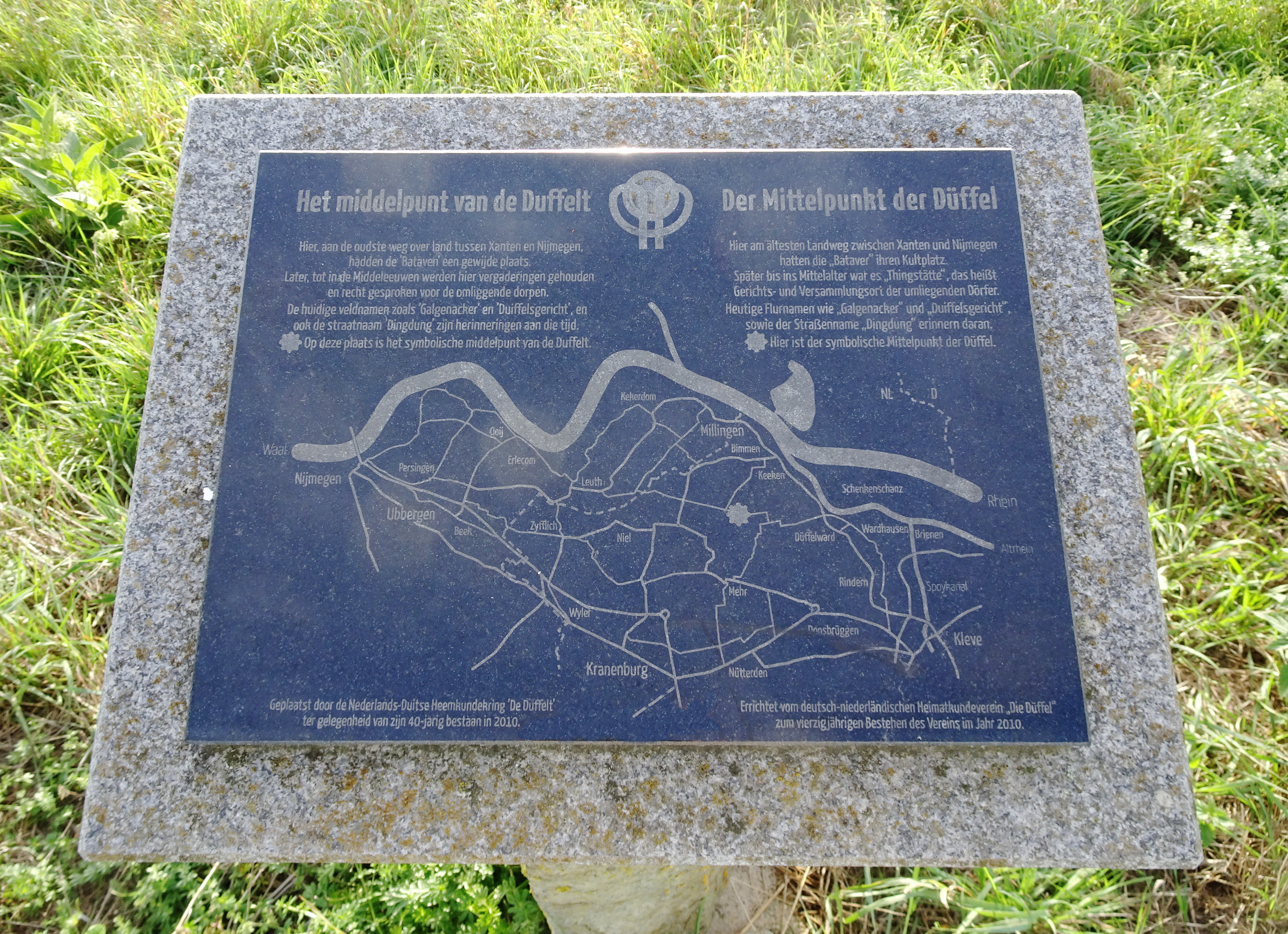
"Het middelpunt van de Duffelt", nabij Keeken

De Duffelt (Duits: Die Düffel) is de laaggelegen streek tussen Nijmegen en Kleef (Duitsland). Het gebied ligt in de driehoek van Nijmegen, Beek, Millingen aan de Rijn en Kleef.  De noordgrens wordt gevormd door de Waal en het Bijlandsch Kanaal, zuidelijk grenst het gebied aan de Nederrijnse Heuvelrug.

## Geografie
De Duffelt is een laaggelegen streek, een vroegere rivieroverstromingsvlakte gekenmerkt door weidse uitzichten met boerderijen op hoge wierden. Voor de aanleg van stevige Rijndijken werden de laagst gelegen percelen in dit gebied bij hoge waterstanden jaarlijks overstroomd. De Duffelt omvat zowel de Nederlandse delen van de laagvlakte als de Duitse gebieden en kan dus worden beschouwd als een geografische eenheid met de Nederlandse Ooijpolder.
Plaatsen in de Duffelt zijn onder meer Kekerdom, Leuth, Millingen en aan de Duitse kant Brienen, Donsbrüggen, Griethausen, Keeken, Kellen, Mehr, Nütterden, Rindern, Warbeyen, Wyler, Zyfflich. De belangrijkste waterlopen zijn Het Meer, de Griethauser Altrhein en de Kellener Altrhein.
Cultureel sluit de Duffelt nauw aan bij de aangrenzende Gelderse gebieden. Men vindt er windmolens en knotwilgen, ouderen droegen nog lang klompen en velen spreken ook Nederlands, dat in 1914 nog de taal van de Kerk was en nog veel langer de voertaal, oudere inwoners spreken onder elkaar vaak nog steeds Kleverlands.

### Aangrenzende streken
| Aangrenzende streken | Aangrenzende streken | Aangrenzende streken | Aangrenzende streken | Aangrenzende streken |
| -------------------- | -------------------- | -------------------- | -------------------- | -------------------- |
| Over-Betuwe          |                      | Liemers              |                      | Montferland          |
|                      |                      |                      |                      |                      |
| Rijk van Nijmegen    | de Hetter            |                      |                      |                      |
|                      |                      |                      |                      |                      |
| Land van Cuijk       |                      | Reichswald           |                      | Nederrijn            |

## Geschiedenis
Het gebied is ontstaan als een door smeltwater van de ijskap uitgeslepen bekken in de voorlaatste ijstijd (200.000 jaar geleden). Tijdens de laatste ijstijd (50.000 jaar geleden), werd door sneller stromende rivieren veel zand en gravel in het gebied gevoerd dat het bekken opvulde.
In de eeuwen rond de start van de jaartelling maakte het gebied deel uit van de Romeinse grensstreek, de zogenaamde limes.
Van de 8e tot 10e eeuw wordt de Duffelgouw (Pagus Dublinsis, Tubalgouw, enz.) herhaaldelijk in de bronnen genoemd. In de 13e eeuw behoorde de Duffelt tot het gerecht Nijmegen en was vervolgens een ambt van het graafschap en later hertogdom Gelre.
Rond 1300 werden de eerste dijken in het gebied gebouwd om de rivieren te bedwingen; de dijk Kleef-Millingen-Kekerdom-Wijler als eerste. Rond die tijd verdween ook het laatste bos uit de streek, het Kranenburger Broek.
De Duffelt wordt al rond 1369 genoemd (als In Dufele) in de schattingslijsten van Gelre (bewaard in het Gelders Archief in Arnhem). In 1473 kwam de Duffelt aan het hertogdom Kleef en werd al snel administratief verenigd met het land Kranenburg. Met het hertogdom Kleef kwam de Duffelt 1609-14 bij Pruisen en 1794 bij het Franse Roerdepartement. Bijzonder is het bewaard gebleven kadasterboek uit het jaar 1701; het origineel zou uit het jaar 1667 dateren. De gedetailleerde kaarten bevatten de namen van de eigenaren en de grootte van de percelen.
Na het Congres van Wenen in 1815 ging de Duffelt terug naar Pruisen, maar Kekerdom en Leuth kwamen in 1816 bij Nederland.
Hoogwater met zware overstromingen vonden plaats in 1809, 1855, 1861 en 1926. In 1945 overstroomde het gebied nadat de dijken door terugtrekkende Duitse troepen opzettelijk waren vernield.

## Naamgeving
Er zijn verschillende opvattingen over waar de naam vandaan komt, en er is geen eenstemmigheid over. Geopperd, maar meestal ook weer verworpen, is dat de oorsprong ligt in het Latijnse woord Duofluvius, twee rivieren. Een andere mogelijkheid is de vervoeging van het 14e-eeuwse woord Dufel of Duijffel (duivel). De lokale uitspraak is Düffel of Duffel. Ten slotte is er wellicht een relatie met een bos genaamd Duivelsbos (Duvlelo of Dubello) dat rond 700 aldaar gelegen was, en de Duivelsberg bij Ubbergen die uitziet op de Duffelt.
Een andere mogelijkheid voor de etymologie van Duffelt is aan te knopen bij een oudnoors woord 'thufa' met de betekenis 'heuvel', zoals wellicht ook aan de naam van het nabijgelegen Duiven ten grondslag ligt en mogelijk het in de Duffelt gelegen dorp Düffelward. In dat geval zal de naam vermoedelijk van oorsprong aan (een deel van?) de bewoonde oeverwallen in het gebied gegeven zijn en pas later aan de (veel grotere) overstromingsvlakte.

## Bezienswaardigheden
- De Duffelt, een 19e eeuwse molen in Kekerdom
- De Thornsche Molen, een herbouwde windmolen, oorspronkelijk uit de 15e eeuw en oorspronkelijk nabij een verdedigingstoren (thorn = toren).
- Natuurgebied de Millingerwaard (Gelderse Poort), Natuurgebied Salmorth
- De oude vesting Schenkenschanz
- Infozentrum Keeken, NABU Kranenburg
- Burg Zelem (Burcht Zelhem), een middeleeuws kasteel in Mehr

## Economische ontwikkeling
Bijzonder is de tabaksteelt ten zuiden van Bemmel, die rond 1800 op zijn hoogtepunt was. In tegenstelling tot de tabaksteelt in andere delen van het land, werd in de Duffelt het drogen van de tabak voornamelijk in kleine boerderijen gedaan. Nadat doden en gewonden als gevolg van bliksem en brand regelmatig voorkwamen werd verordonneerd dat dit voortaan in aparte tabaksschuren zou gebeuren, hetgeen een negatief economisch effect had op de kleine boeren in het gebied, die niet langer konden concurreren. Na het verdwijnen van de tabaksteelt bleef het gebied langere tijd economisch achter.
Vanaf de 18e eeuw komt de baksteenproductie op gang. Veel grote gaten waar zanderige klei uit de grond werd gehaald herinneren hieraan. De afvoer via de rivieren gaf het gebied een voorsprong door lagere transportkosten.
In 1825 werd aan de Duitse kant de Nederlandse methode van kaasmakerij geïntroduceerd, hetgeen bijdroeg aan grote bloei van de zuivelindustie. Op het vruchtbare rivierland ontstonden vele grote boerderijen voor rundveehouderij. Diverse dorpen hadden hun eigen zuivelfabriek.

## Genealogisch en historisch onderzoek
Verschillende Nederlandse familienamen vinden hun oorsprong in de Duffelt. Voorbeelden zijn Croes/Kroes/Kroeze en Nas/Nass/Nasche. Er is een heemkundevereniging die de geschiedenis en verhalen van de Duffelt bestudeert, Heemkundekring 'de Duffelt'. De uitdaging voor het doen van genealogisch of historisch onderzoek over de Duffelt is dat archivalia zich in Nederland of Duitsland kunnen bevinden, zowel in particuliere handen of bij de overheid.

## Trivia
Het sportpark van de voormalig Leuthse voetbalvereniging VVLK (tegenwoordig DDV'23) heet De Duffelt. De sporthal in Millingen aan de Rijn en de molen in Kekerdom dragen ook die naam.

## Afbeeldingen

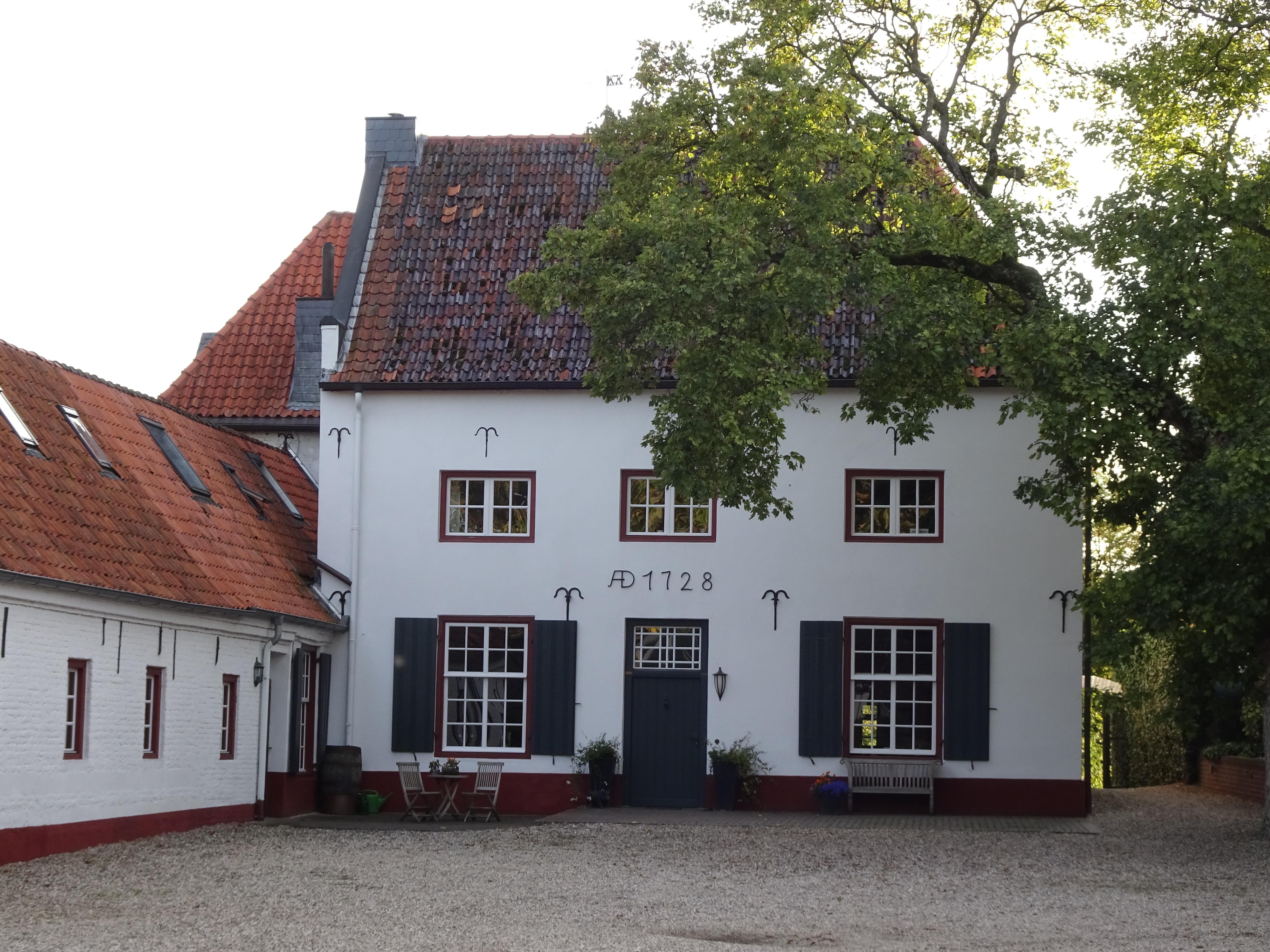
Haus Keeken in Kleve-Keeken
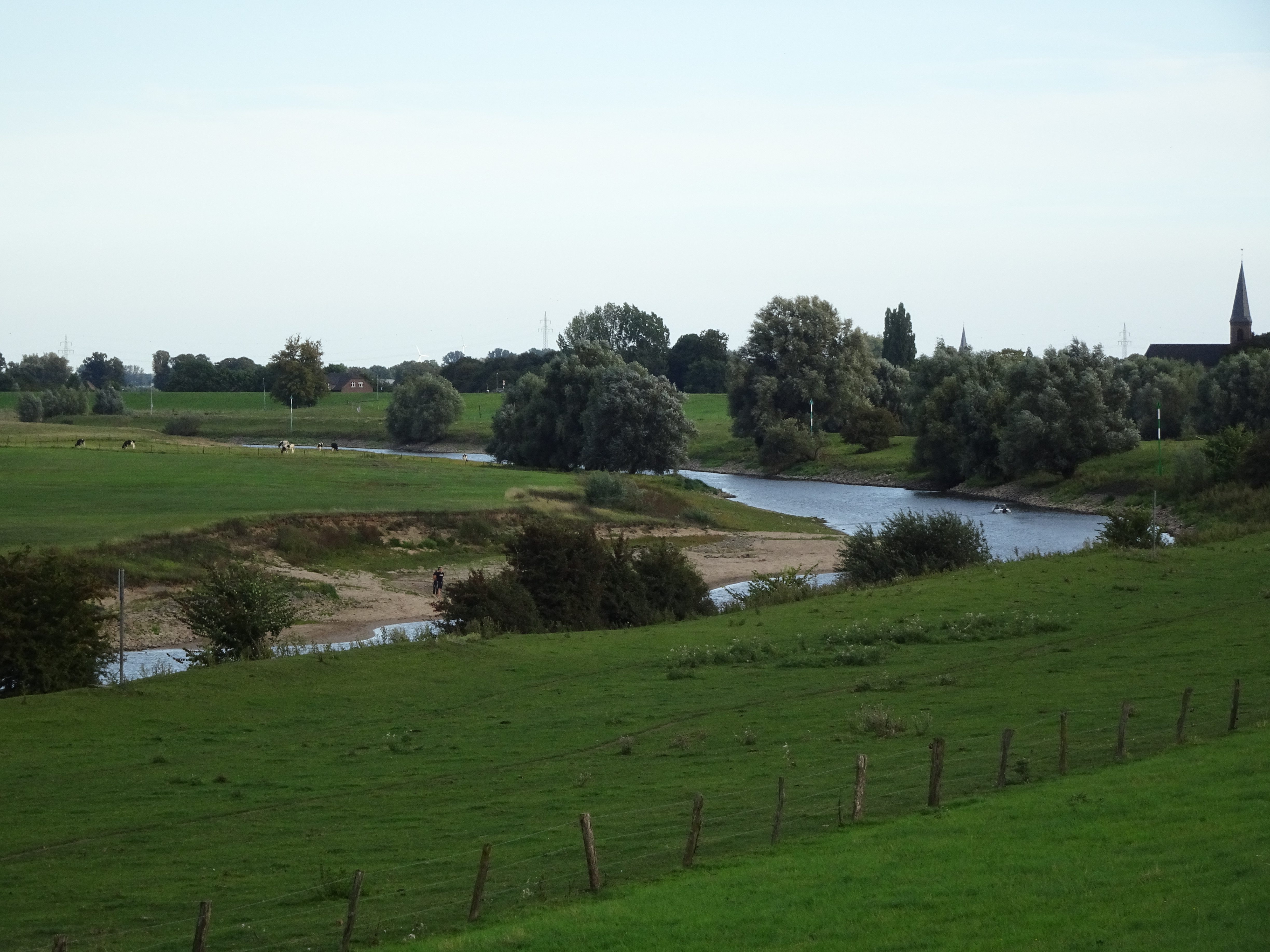
Griethauser Altrhein bij Düffelward
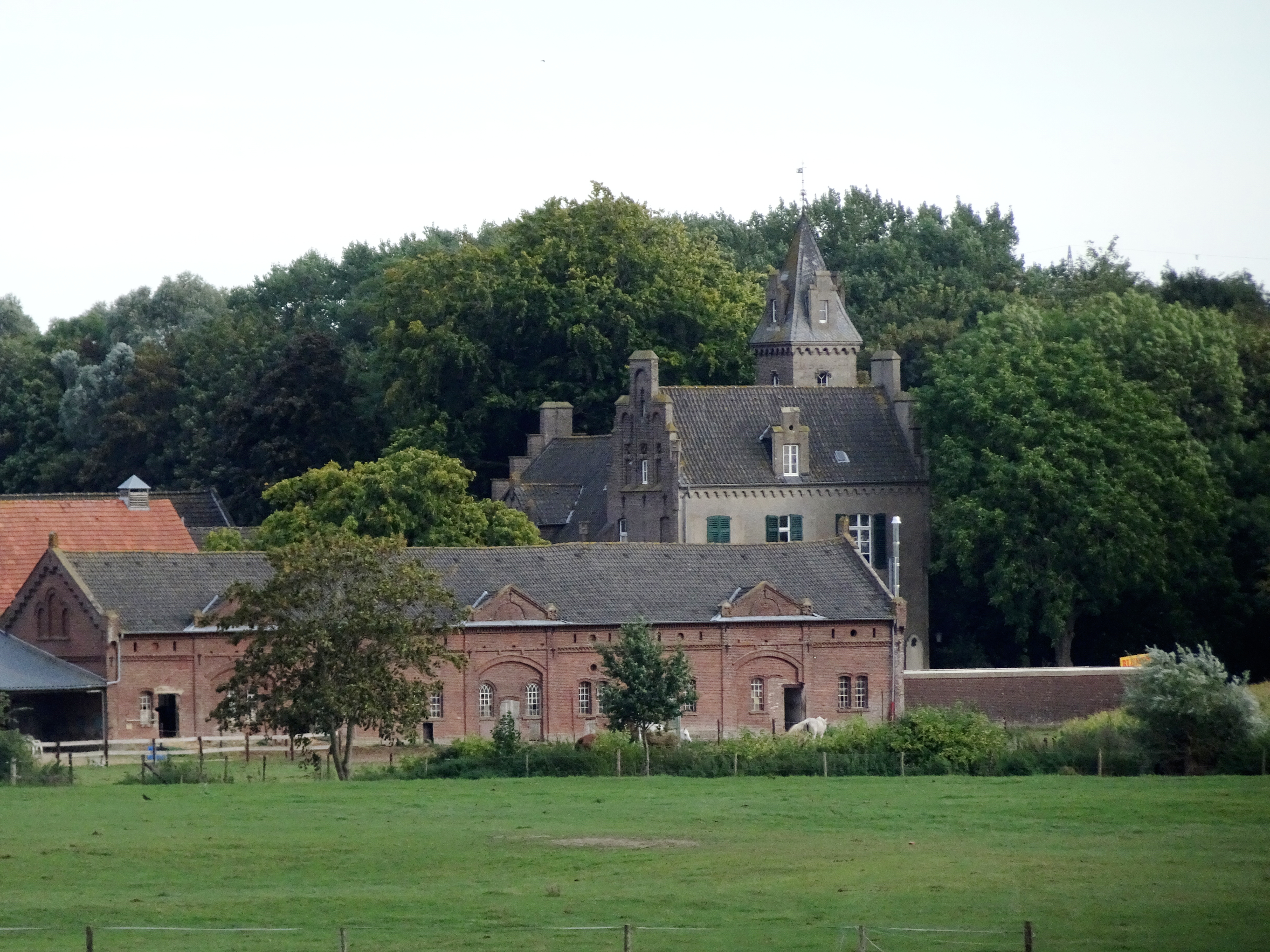
Gut Hogefeld in Kleve-Rindern
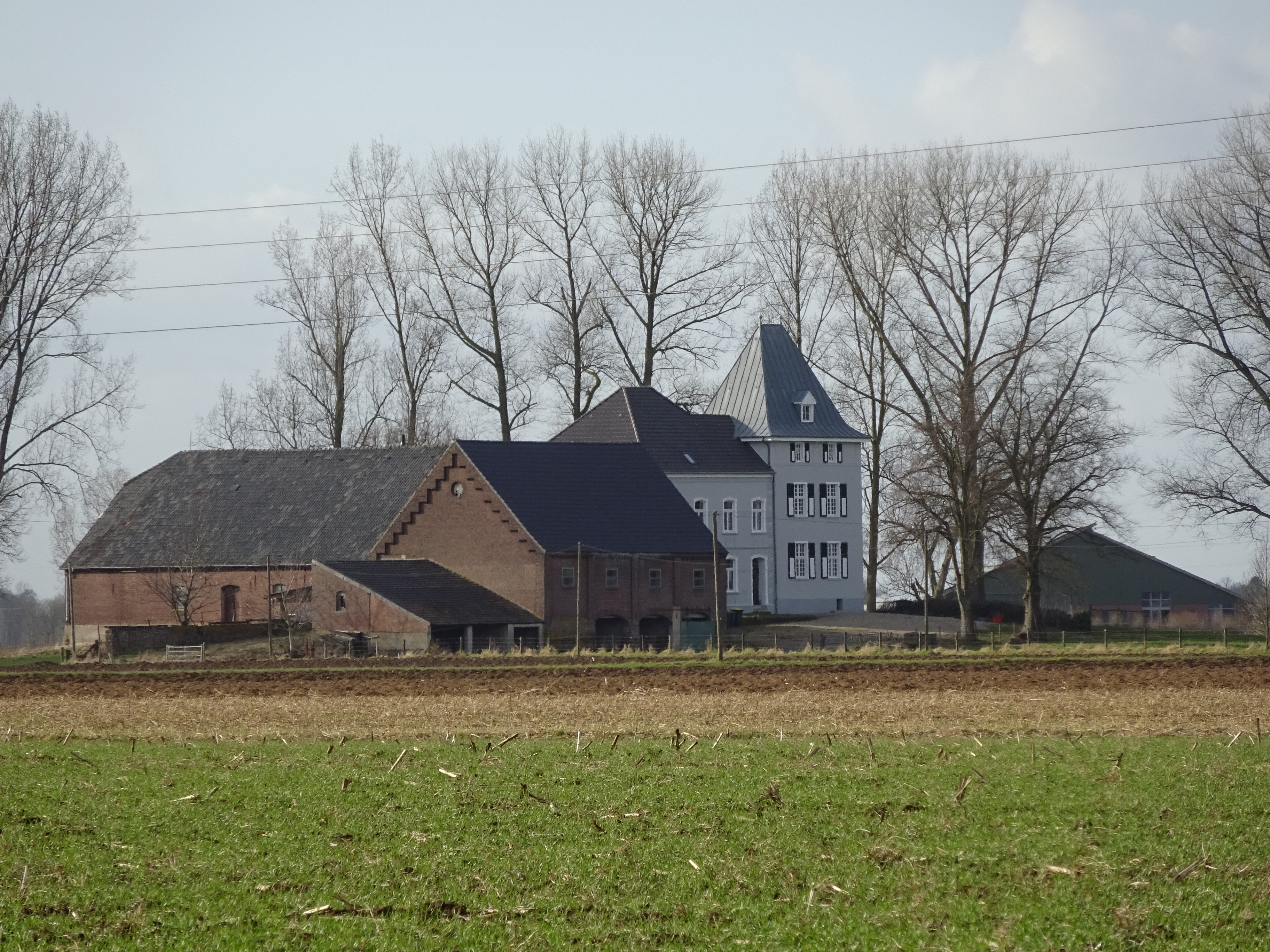
Haus Gensward met vloedschuren aan de Kellener Altrhein